# Marek Emiliusz Skaurus (syn Mucji)
Marcus Aemilius Scaurus – rzymski polityk w I wieku p.n.e. 
Syn Mucji, byłej żony Pompejusza Wielkiego, a tym samym przyrodni brat Sekstusa Pompejusza, polityka długo opierającego się triumwirom, który stworzył z Sycylii i otaczających ją mórz niezależnie rządzone państwo. Marek Emiliusz był związany politycznie ze swoim przyrodnim bratem. Gdy flota Sekstusa została ostatecznie rozbita przez siły dowodzone przez Marka Agrypę, Marek Emiliusz towarzyszył Sekstusowi Pompejuszowi w ucieczce na Wschód, gdzie ten ostatni miał nadzieję zebrać stronników. W 35 p.n.e. Emiliusz zdradził jednak Sekstusa i wydał go w ręce dowódców Marka Antoniusza, którzy stracili go bez sądu. Po bitwie pod Akcjum Marek Emiliusz wpadł w ręce Oktawiana, który skazał go na śmierć. Uniknął wyroku tylko dzięki wstawiennictwu matki, Mucji, cieszącej się szacunkiem Oktawiana. 
Synem Marka był Mamerkus Emiliusz Skaurus, mówca i poeta.

## Wywód przodków
| 4. Marek Emiliusz Skaurus           |  |                           |  |  |                           |
|                                     |  | 2. Marek Emiliusz Skaurus |  |  |                           |
| 5. Cecylia Metella Dalmatyka.       |  |                           |  |  |                           |
|                                     |  |                           |  |  | 1. Marek Emiliusz Skaurus |
| 6. Kwintus Mucjusz Scewola Pontifex |  |                           |  |  |                           |
|                                     |  | 3. Mucja Tercja           |  |  |                           |
| 7. Lycynia                          |  |                           |  |  |                           |
|                                     |  |                           |  |  |                           |